# Георгій Амартол
Георгій Амартол, або Георгій Монах (грец. Γεώργιος Ἁμαρτωλός) — візантійський хроніст 9 століття, був монахом у Константинополі в добу імператора Михаїла III.
Про його особистість нічого невідомо. Чернецьке ім'я Амартол, що у перекладі з грецької означає «грішник», узяв собі сам.

## «Хроніка»
Головна праця Амартола — «Хроніка», завершена близько 867 р., охоплює період від створення світу до 842 року. Відомі два переклади на Русі — один давній, другий — XIII—XIV ст. У хроніці змішано історичні факти з вигадками, оповіданнями про Сивіллу, царя Соломона, царицю Южську. До XIV ст., за твердженням М. Возняка, хроніки Малали і Гамартола були єдиним джерелом історичних відомостей.
Джерелами праці Амартола були біблійні книги, а також «Хроніка» Іоанна Малали, твори інших візантійських авторів. Інтерес автора зосереджений на богословських і церковно-історичних питаннях, характеристика подій дана з ортодоксально-церковних позицій. До народних рухів, зокрема до повстання Фоми Слов'янина, Георгій Амартол ставиться вороже.
«Хроніка» Амартола була продовжена Логофетом до 948. Автором її дехто вважає візантійського письменника Симеона Метафраст). Продовження написане в анекдотичному стилі як серія цікавих, часто авантюрних або навіть казкових оповідань, у центрі уваги — імператорський двір.
«Хроніка» Амартола була досить популярною у Візантії, вона збереглася у великому числі рукописів. Перекладена в X—XI столітті  церковнослов'янською мовою, в XI—XII столітті — грузинською. Припускають, що переклад церковнослов'янською мовою здійснено на Русі, хоча називають також і Болгарію. Час перекладу достеменно невідомий. «Хроніка» увійшла також до різноманітних слов'янських компіляцій XI—XV століть: «Літописця Єллінського та Римського», через «Хронограф по великому изложению» (реконструкція В. Істріна) — до хронографів Архівського, Віленського, Троїцького, до повної та скороченої редакцій Палеї Хронографічної. Використовувалася одним із укладачів «Повісті временних літ», за реконструкцією академіка О. Шахматова — укладачем Початкового літописного ізводу. У слов'янських списках додано деякі деталі, відсутні у грецькому оригіналі, наприклад, імена Аскольда та Діра в описі походу Русі на Візантію 860.